# René Rouzaud
Pour les articles homonymes, voir Rouzaud.
René Rouzaud, né le 16 avril 1905 à Paris 5e et mort le 15 septembre 1976 au Chesnay, est un parolier et compositeur français.

## Biographie
René Gustave Rouzaud est le fils de Jean Antoine, professeur d'anglais, et de Léa Marie Barbet.
Licencié es-lettres, il devient journaliste, et également producteur à l'ORTF.
En janvier 1934, il épouse Lucienne Samson, dactylographe.
Devenu parolier, il écrit des chansons populaires dès la fin des Années 1930.
Les interprètes sont nombreux parmi lesquels: Colette Renard et Maurice Chevalier, Yves Montand, Line Renaud, André Claveau, Nana Mouskouri,  Léo Ferré, Dalida, Les Compagnons de la chanson, Henri Salvador, Luis Mariano, Georges Ulmer...
Dans son répertoire figurent les remarquables La Goualante du pauvre Jean pour Édith Piaf, (musique de Marguerite Monnot), ainsi que Dis rien pour François Deguelt (musique de Henri Salvador) et second au Concours Eurovision de la chanson 1962.
Cofondateur de la SACEM, il en devient le Vice-Président en 1968-1969 puis 1971-1972.
Il a parfois utilisé le pseudonyme René Rosny.
Il remporte le Prix Trebitsch en 1942 et le Prix Célestin Joubert en 1962.